# 사이타마 신도심

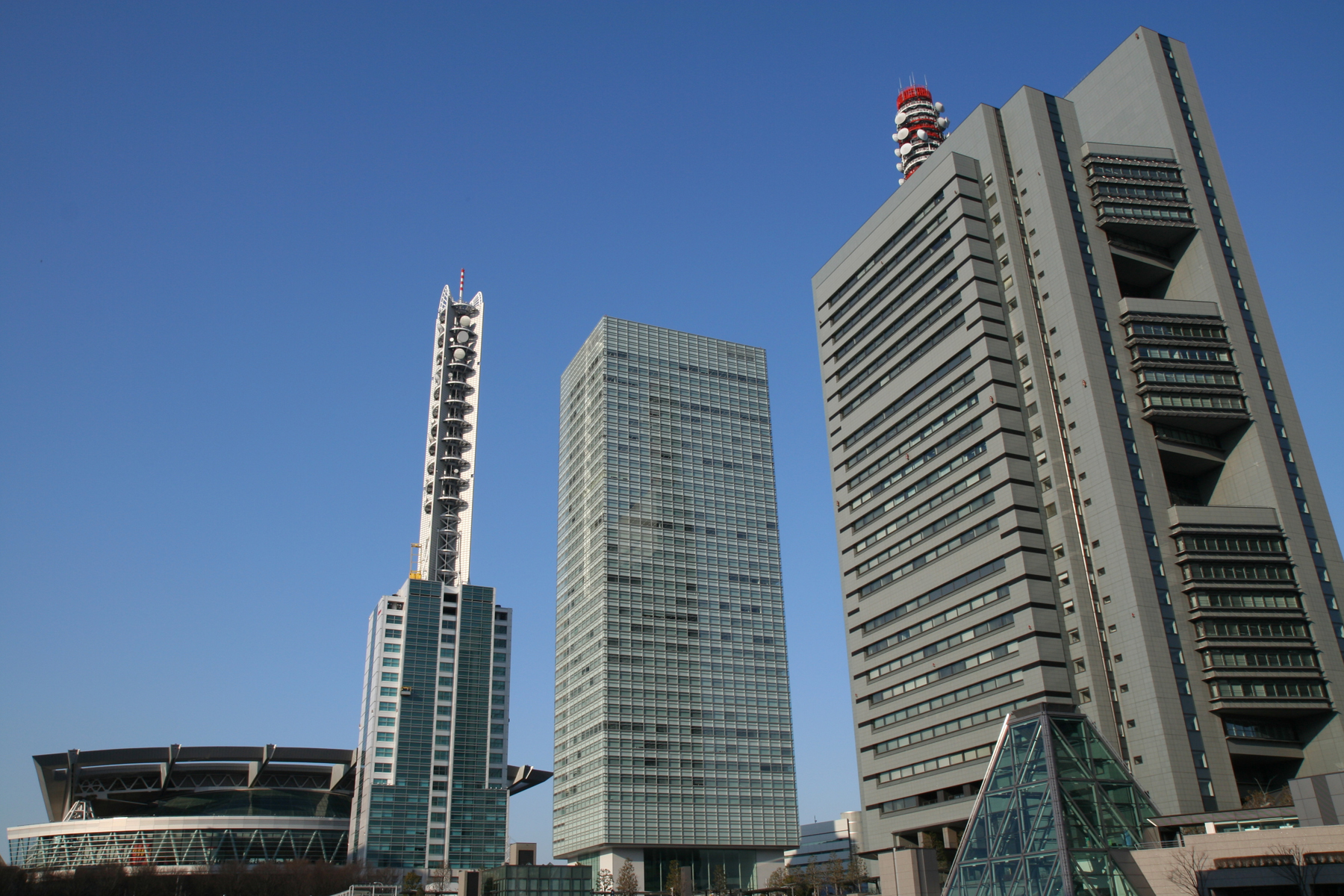

사이타마 신도심(일본어: さいたま新都心 사이타마신토신[*])은 사이타마현 사이타마시에서 도쿄의 기능을 지닌 신도심으로 개발되고 있는 지역이다. 주오구와 오미야구의 요시키초 등지가 이에 해당한다.

## 같이 보기
- 다마 뉴타운